# Onthophagus noctis
Onthophagus noctis là một loài bọ cánh cứng trong họ Bọ hung (Scarabaeidae).